# Hippopsis gilmouri
Hippopsis gilmouri es una especie de escarabajo longicornio del género Hippopsis, tribu Agapanthiini, subfamilia Lamiinae. Fue descrita científicamente por Breuning en 1962.

## Descripción
Mide 8,8-13 milímetros de longitud.

## Distribución
Se distribuye por Argentina.